# Licania mexicana
Licania mexicana är en tvåhjärtbladig växtart som beskrevs av Cyrus Longworth Lundell. Licania mexicana ingår i släktet Licania och familjen Chrysobalanaceae. Inga underarter finns listade i Catalogue of Life.